# 1FINITY
1FINITY株式会社（ワンフィニティ、英: 1FINITY Inc.）は、日本の通信機器メーカーであり、フォトニクスシステムおよびモバイルシステム等のネットワークプロダクトの研究・開発・設計・製造・販売・企画・保守・運用事業に関する事業を提供する企業。2025年7月1日に富士通株式会社から分社し完全子会社として設立された。

## 事業内容
- 光伝送装置の開発・提供
- 基地局装置などのハードウェア製品提供
- ネットワーク関連ソフトウェアおよびサービス

## 関係会社
- 1FINITYワークス株式会社（旧・富士通テレコムネットワークス株式会社）
- 1FINITY光和株式会社（旧・富士通テレコムネットワークス光和株式会社）
- 1FINITYエンジニアリング株式会社（旧・富士通ネットワークサービスエンジニアリング株式会社）
- 1FINITYモバイルテクノ株式会社（旧・株式会社モバイルテクノ）
- 1Finity Americas, Inc.（旧・Fujitsu Network Communications）